# Дивер (Вайоминг)
Дивер (англ. Deaver, Wyoming) — город, расположенный в округе Биг-Хорн (штат Вайоминг, США) с населением в 177 человек по статистическим данным переписи 2000 года.

## География
По данным Бюро переписи населения США город Дивер имеет общую площадь в 2,59 квадратных километров, водных ресурсов в черте населённого пункта не имеется.
Город Дивер расположен на высоте 1252 метров над уровнем моря.

## Демография
По данным переписи населения 2000 года в Дивере проживало 177 человек, 44 семьи, насчитывалось 65 домашних хозяйств и 80 жилых домов. Средняя плотность населения составляла около 67,2 человек на один квадратный километр. Расовый состав Дивера по данным переписи распределился следующим образом: 94,92 % белых, 1,13 % — коренных американцев, 1,13 % — представителей смешанных рас, 2,82 % — других народностей. Испаноговорящие составили 8,47 % от всех жителей города.
Из 65 домашних хозяйств в 46,2 % — воспитывали детей в возрасте до 18 лет, 60,0 % представляли собой совместно проживающие супружеские пары, в 4,6 % семей женщины проживали без мужей, 32,3 % не имели семей. 26,2 % от общего числа семей на момент переписи жили самостоятельно, при этом 9,2 % составили одинокие пожилые люди в возрасте 65 лет и старше. Средний размер домашнего хозяйства составил 2,72 человек, а средний размер семьи — 3,34 человек.
Население города по возрастному диапазону по данным переписи 2000 года распределилось следующим образом: 35,0 % — жители младше 18 лет, 6,8 % — между 18 и 24 годами, 32,2 % — от 25 до 44 лет, 17,5 % — от 45 до 64 лет и 8,5 % — в возрасте 65 лет и старше. Средний возраст жителей составил 30 лет. На каждые 100 женщин в Дивере приходилось 110,7 мужчин, при этом на каждые сто женщин 18 лет и старше приходилось 101,8 мужчин также старше 18 лет.
Средний доход на одно домашнее хозяйство в городе составил 31 071 доллар США, а средний доход на одну семью — 34 063 доллара. При этом мужчины имели средний доход в 31 563 доллара США в год против 15 938 долларов среднегодового дохода у женщин. Доход на душу населения в городе составил 14 134 доллара в год. 14,0 % от всего числа семей в округе и 10,4 % от всей численности населения находилось на момент переписи населения за чертой бедности, при этом 6,3 % из них были моложе 18 лет.